# 张恩和
张恩和（1939年—2016年11月13日），哈尔滨工业大学、纽约科技学院肄业，中国科学家，主要研究航空发动机，是太行发动机总设计师。

## 生平
1939年，张恩和出生，正值中国抗日战争。1965年，他从哈尔滨工业大学毕业，被分配到沈阳发动机设计研究所。1981年，改革开放初期，国家公费派出42岁的张恩和到美国纽约科技学院学习研修航空机械工程专业，是的第一批访问学者。1983年11月，张恩和回到中国，任发动机总体室结构组组长。1985年晋升副所长，任“运七”飞机用涡桨五甲1发动机降油耗工程的总设计师，立部级一等功，颁发金质奖章。1987年，太行发动机正式立项，政府任命张恩和为行政副总指挥。2005年12月28日，太行发动机通过设计定型审查。2006年3月，发动机正式定型。1991年，他正式担任“太行”发动机总设计师。2016年11月13日，张恩和在北京市病逝。

## 奖项
- 2007年，太行发动机工程，国防科学技术进步奖特等奖。
- 2007年10月，香港何梁何利科学与技术进步奖。